# カラワン楽団
カラワン楽団（カラワンがくだん）、ないし、カラワン（タイ語: ฅาราวาน、音写：Kharawan、英語: Caravan）は、1973年の民主化運動の中で結成された、タイ王国のフォークロック・バンド。後にカラバオによって人気が出た、プレーンプアチウィット（เพลงเพื่อชีวิต：「生きるための歌」の意）のジャンルを生み出したバンドである。

## メンバー

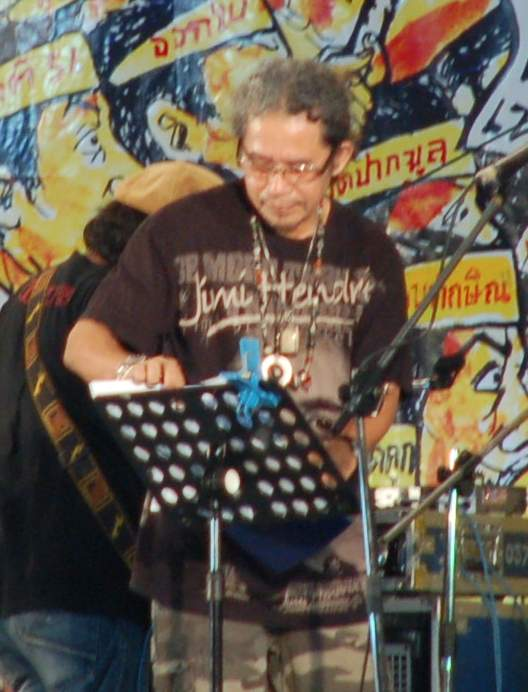
スラチャイ・"ンガー"・ジャンティマトン

- スラチャイ・"ンガー・カラワン"・ジャンティマトン (Surachai "Nga Caravan" Jantimathawn) - ボーカル、アコースティック・ギター
- ウィラサク・スントンシー (Wirasak Sunthawnnsi) - ギター、ボーカル
- モンコン・ウトック (Mongkhon Uthok) - ボーカル、ピン（พิณ：三弦リュート）、ウート（โหวด：循環呼吸式パンパイプ）、ハーモニカ
- トングラーン・タナー (Thongkran Thana) - リードギター、スライドギター、ヴァイオリン、ボーカル

## 音楽
スラチャイ・ジャンティマトンは、このバンドの主たるボーカリストで、ソングライターである。また、ギターも演奏する。ウィラサク・スントンシーはギターを弾き、ときにはベースを弾いたり、リードボーカルをとることもある。モンコン・ウトックは、リードボーカルをとったり、ピンというタイの撥弦楽器、ハーモニカ、ウートというパンパイプに似たタイの楽器、ソーという中国の二胡に似たタイの擦弦楽器を演奏する。トングラーン・タナーは、ヴァイオリン、スライドギターを弾き、後にバンドが電化された編成においてはリードギターを弾いた。バンドの演奏には、しばしばポンテープ・グラドンチャムナン (Phongthep Kradonchamnan) が、タイの打楽器類、フルート、ボーカルとして加わっていたが、彼は後にソロとして有名なプレーンプアチウィットのアーティストとなった。
カラワン楽団は、タイの民族音楽と西洋のフォークソングを結びつけることで知られ、アコースティック・ギター中心の編曲の中に、ウトックが演奏する伝統的なタイの楽器がアクセントとして加わり、また、しばしばタイの打楽器類が用いられた。タイ風の楽曲の大部分は、民俗的なバラッドであったが、よりテンポの速い、打楽器的表現である「マウラム (Maw Lam)」のリズムによる楽曲もよく作られた。初期には、「Song to Woody」、「Yellow Bird」、「John Barleycorn Must Die」、「A Hard Rain's a Gonna Fall」といった アメリカ合衆国やイギリスのフォークソングの旋律をそのまま使い、それにタイ語で、政治的な内容の歌詞を乗せて歌うこともよくあった。後期の音楽には、「Num Phanejawn」や「Fon Thewa」のように、カントリー・ミュージックの影響が感じられるものもあるが、全体的に見れば、西洋のフォークソングの影響は、活動の後期になると後退して行った。バンドが電化すると、ロックやレゲエ、他のアジア諸国の民謡、他ジャンルのタイの音楽など、様々な音楽の要素がとりこまれていった。

## 歴史
カラワン楽団の創始者となったスラチャイ・ジャンティマトン（別名「ンガー・カラワン」）とウィラサク・スントンシーのふたりは、学生運動が契機となってタノーム・キッティカチョーンの独裁政権が倒された当時（血の日曜日事件 (1973年)）、ラムカムヘン大学の学生活動家であった。彼らは、タイ東北地方の労働者階級農民たちに共感していた。やがてこのふたりに、	モンコン・ウトックとトングラーン・タナーが加わった。
カラワン楽団の楽曲の中で最も人気のあるもののひとつは、「Khon Kap Khwai（人と水牛）」という、農民と家畜である水牛の関係を狂詩曲として歌ったものであるが、歌詞には「おいで、もう行こう! おいで、行こう! 鋤と銃を持って畑へ行こう!」といった、作詞したシムキット・シンソン (Somkit Singson) と ウィサ・カンタップ (Visa Kantap) が政治的意味を込めてタノーム政権を批判した部分が含まれている。また、アメリカ軍の駐留を批判する歌などもある。
初期のアルバムには『Khon Kap Khwai』（1975年）や『Amerikan Antarai』（1976年）、『Ruam Botpleng Sipsee Tulaa Siphok Vol. 2』（1976年）などがある。
1976年10月6日の血の水曜日事件（タンマサート大学虐殺事件）の後、カラワン楽団のメンバーたちを含め、学生運動の活動家たちは、タイ国共産党の支援も受けながら、地方や、隣国のラオスへ逃亡した。1979年に恩赦が宣言されるとバンドのメンバーたちも徐々に帰還し、1982年には、カラワン楽団としてのアルバム『ドゥアンペン (Deuan Phen)』（「満月」の意）が出された。その後も、『Khon Ti Lek』（1983年：「鍛冶屋」の意）、『Live at the 50th Anniversary of Thammasat University』（1984年）などが続いた。
1982年には、高橋悠治らの招きにより、まずモンコンが来日し、翌1983年にはバンドとして初来日した。1985年と1986年には、豊田勇造と友部正人の招きで日本ツアーを行い、以降もしばしば日本で公演を行った。後には、2004年に30周年日本ツアーを行い、東京、松本、出雲、広島、大阪、京都（京都精華大学）などで公演した。

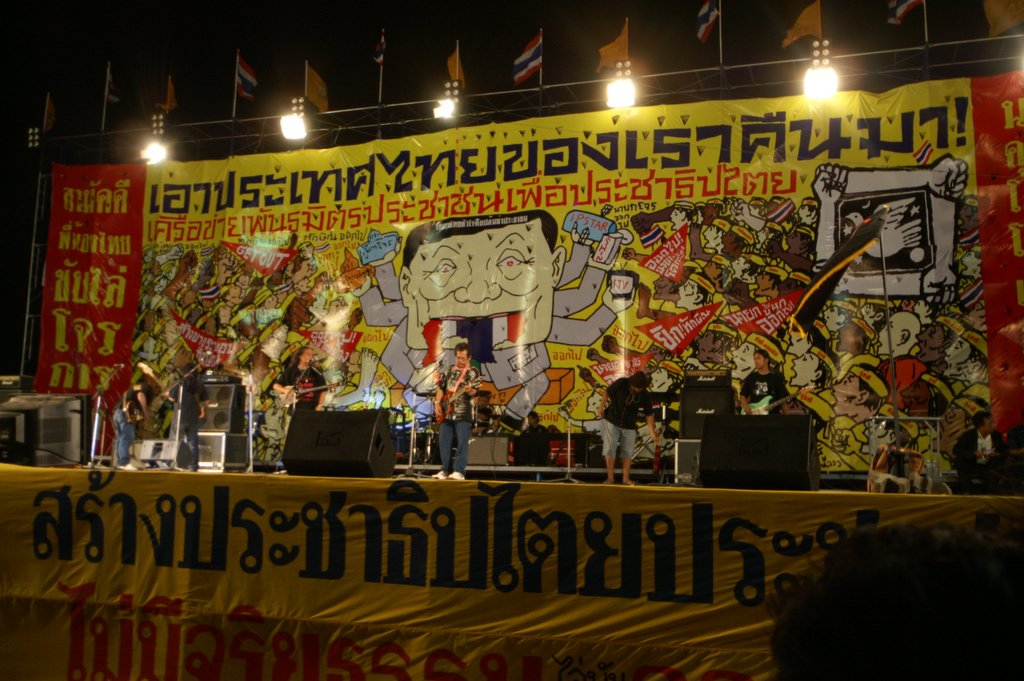
2006年の「黄シャツ隊」による反タクシン抗議活動の際に演奏するカラワン楽団。

1980年代半ばに、バンドは電化してエレクトリック・サウンドへ移行し、スタジオでのレコーディングやライブ・パフォーマンスにベーシストやドラマーを加えるようになった。この電化の時期が始まったアルバム『1985』には、バンドにとって最も知られた曲であり、沖縄県のミュージシャン喜納昌吉の「花〜すべての人の心に花を〜」をタイ語でカバーした「Dawk Mai Hai Khun」が収録されている。続いて3枚のれエレクトリック・アルバム『Khon Klai Baan』、『US-Japan』、『Anon』がリリースされた。コンサート音源のアルバム『Live in Japan at Taku Taku」（1988年）は、バンドの影響がタイ国外にも広がっていることを示した。
アルバム『Khon Klai Ban』を最後にスントンシーがバンドを離れたが、代わりに別のメンバーが入ることはなかった。1980年代末には、バンドは解散を決め、アコースティックによる一連のさよならコンサートを行なったが、これにはスントンシーも参加し、またしばしば共演していたポンテープ・グラドンチャムナンや、かつてエレクトリック・アルバムでドラムスなどを担当したパーカッション奏者のウト・ヤンナワ (Ut Yannawa) も参加した。
その後も、バンドは何度も再会コンサートを行なっているが、1990年代以降は、ほとんど新しいレコーディングは行なっておらず、過去20年間に出た新たなアルバムは『Klap Ma Thoet』と『Tulakhom』だけである。
バンドは、民主市民連合（PAD、通称「黄シャツ隊」）を支持しており、2006年のタクシン・シナワット首相に対する抗議活動（2005年-2006年タイ政治危機）や、2008年の反政府抗議活動（2008年-2010年タイ政治危機）の場で、しばしば演奏を行なった。2013年11月から2014年5月にかけて反タイ貢献党政権を掲げた一連の抗議活動（2013年タイ反政府デモ）の際にも、バンドのメンバーは、人民民主改革委員会 (PDRC、通称「ホイッスル吹き」) の支持者として姿を見せた。

## ディスコグラフィ
日本語のアルバム名は、日本語による紹介にみえる説明のための訳例である。

### スタジオ・アルバム
- コン・カップ・クワーイ (Khon Kub Kwai) 、1975年 - 「人と水牛」（Man and Buffalo）
- アメリカン・アンタラーイ (American Antarai) 、1976年 - 「危険なアメリカ人」（Dangerous American）
- バンナー・サトゥアン (Barnna Satern)、1982年 - 「悲嘆のふるさと」（Shattered Land）
- コンティー・レック (Khon Tee Lhek) 、1983年 - 「鍛冶屋」（Blacksmith）
- ドゥアンペン (Deuan Phen) 、1984年 - 「満月」
- カラワン1985、1985年
- 1985 8 May
- コン・クライ・バーン (Khon Klai Barn)、1986年 - 「故郷を遠く離れて」
- US-JAPAN ユーエス・ジャパン (US-Japan)、1987年
- アーノン (Ar-Non)、1989年
- October [Tula-khom]

### ライブ・アルバム
- コンサート・フォー・ユニセフ (Concert for UNICEF)、1983年
- カラワン・ライブ (Live at the 50th Anniversary of Thammasat University)、1984年
- クン・ラン (Live on Air (12th Anniversary Caravan Kuen Rung)、1986年 - 「巣に帰る」
- ライブイン・ジャパン タクタク (Live at Taku Taku, Japan)、1988年 - 京都・磔磔におけるライブ録音
- Live at Minamata, Japan, 1989
- カラワン15周年コンサート (Farewell Concert 15 Years)、1989年
- Vancouver Folk Music Festival. Recorded live in Vancouver, BC, Canada, 1991

- Live on Air at CITR Radio Statin, Vancouver, BC, Canada, 1991
- Live at Washington University, Seattle, WA, USA, 1991
- カラワン20周年コンサート、1994年
- ジャム・イン・ジャパン1994、1994年 - 東京・江古田でのライブ盤。

- Live in Japan, 2004

- Tokyo, Matsumoto, Izumo, Hiroshima, Toyono-Osaka, Takatsuki, Seika University Kyoto 
etc.

### その他
- Thailand: Songs for Life 、1978年
- Marn Klong Muang （海賊版）
- Amerasia with Terry Allen
- Klub Ma Terd with Phongthep Kradonchamnan

etc.

## 書籍
- カラワン楽団の冒険―生きるための歌　著・ウィラサク・スントンシー　訳・荘司和子  晶文社   ISBN 978-4-794-95058-1 C0073　1983年7月発行